# 蜂桶乡
蜂桶乡，是中华人民共和国四川省达州市万源市下辖的一个乡镇级行政单位。

## 行政区划
蜂桶乡下辖以下地区：
新房子村、巴桃园村、桥坝嘴村和让水坝村。